# Chinavita (ort)
Chinavita är en ort i Colombia.   Den ligger i departementet Boyacá, i den centrala delen av landet, 100 km nordost om huvudstaden Bogotá. Chinavita ligger 1 770 meter över havet och antalet invånare är 1 113.
Terrängen runt Chinavita är varierad. Chinavita ligger nere i en dal som går i nord-sydlig riktning. Runt Chinavita är det ganska glesbefolkat, med 30 invånare per kvadratkilometer. Närmaste större samhälle är Garagoa, 9,4 km söder om Chinavita. Omgivningarna runt Chinavita är en mosaik av jordbruksmark och naturlig växtlighet.